# Двенадцатая ночь
«Двена́дцатая ночь, или Что уго́дно» (англ. Twelfth Night, or What You Will), часто просто «Двена́дцатая ночь», — пьеса, романтическая комедия Уильяма Шекспира в пяти действиях, названная в честь праздника двенадцатой ночи в Рождественский сезон, с 25 декабря по 5 января и написанная примерно в 1601—1602 годах в качестве развлечения для рождественского сезона.
Первая постановка 2 февраля (Сретение Господне) 1602 года в юридической корпорации Мидл-Темпл, Лондон.
В центре сюжета близнецы Виола и Себастьян, разлучённые в результате кораблекрушения. Виола (замаскированная под Цезарио) влюбляется в герцога Орсино, который, в свою очередь, влюблён в графиню Оливию. Встретив Виолу, графиня Оливия влюбляется в неё, думая, что та мужчина.

## Список персонажей

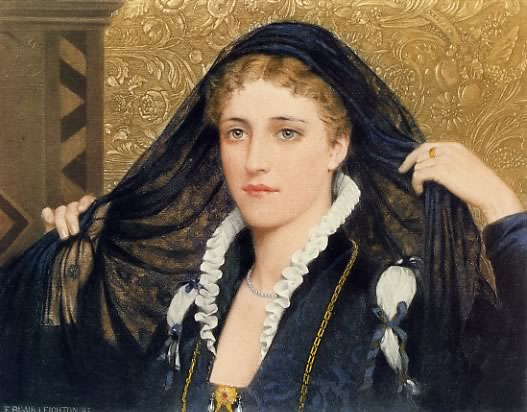
Эдмунд Лейтон. «Оливия», 1888

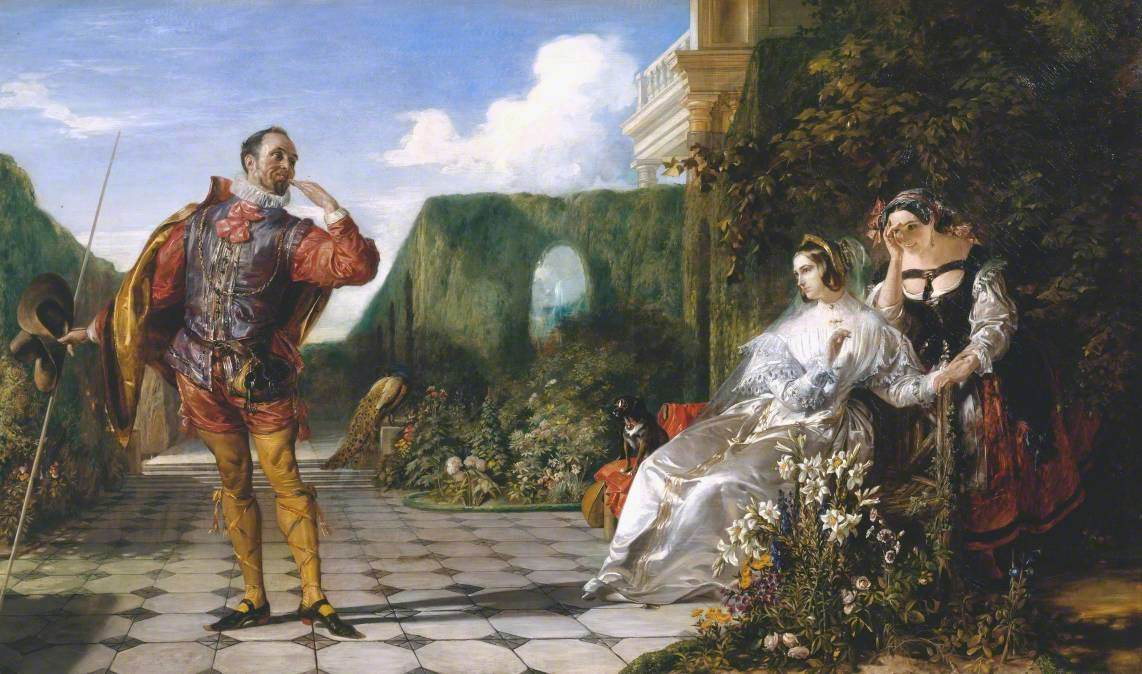
Дэниел Маклис — «Мальволио и Оливия», 1840. Галерея Тейт

- Виола[англ.], сестра-близнец Себастьяна. Также — Цезарио.
- Орсино[англ.], герцог Иллирии
- Оливия[англ.], графиня
- Себастьян[англ.], брат Виолы, молодой дворянин
- Мария[англ.], фрейлина Оливии
- Сэр Тоби Белч[англ.], кровный родственник Оливии, её дядя
- Сэр Эндрю Эгьюйчик[англ.], компаньон Сэра Тоби, воздыхатель Оливии
- Мальволио, управляющий Оливии
- Фесте[англ.], шут
- Фабиан, слуга Оливии
- Антонио, капитан, друг Себастьяна
- Капитан корабля, друг Виолы
- Валентин и Курио, дворяне, придворные Орсино
- Священник
- Музыканты, лорды, моряки, и др.

## Сюжет

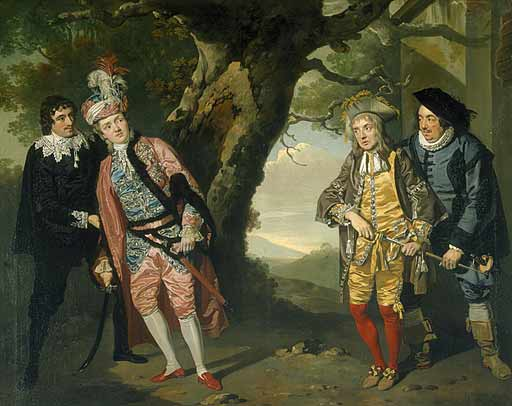
Френсис Уитли. Сцена из Акта III «Двенадцатой ночи»

Действие комедии происходит в вымышленной стране — Иллирии (современной Хорватии). Правитель Иллирии герцог Орсино влюблён в графиню Оливию. Графиня в трауре из-за смерти брата и отца.
Близнецы — брат и сестра Себастьян и Виола, потерпев кораблекрушение, оказались в Иллирии и потеряли друг друга. Виола, переодевшись в мужскую одежду, появляется при дворе Орсино. Герцогу пришёлся по душе молодой человек по имени Цезарио (это имя взяла себе Виола), и он приближает его к себе. Виола влюбляется в герцога. Орсино этого не замечает и даёт своему новому пажу поручение отправиться к Оливии и попытаться посвататься к ней.
При дворе Оливии живёт её дядя Тоби — пьяница и весельчак. Он коротает время в совместных попойках с сэром Эндрю, который также безуспешно ищет внимания Оливии. Цезарио добивается аудиенции у Оливии и передаёт ей известия от Орсино. Дело заканчивается неожиданно: Оливия вежливо отдаёт должное достоинствам герцога, но влюбляется с одного взгляда в его посланца.
В городе тем временем появляется Себастьян, оплакивающий свою сестру, считая её погибшей. Начинается целая череда недоразумений. Брата и сестру, чрезвычайно похожих друг на друга, все путают.
Оливия, спутав Себастиана с Виолой, просит его жениться на ней. Он смутился, но согласился, и они обвенчались. Орсино смиряется с потерей Оливии и желает увидеть Виолу в женском платье. Пьеса заканчивается шутливо-меланхолической песенкой, которую поёт шут Фесте.

## Место действия
Иллирия как экзотическая обстановка «Двенадцатой ночи» важна для романтической атмосферы пьесы. Иллирия была древним регионом Западных Балкан, побережье которого (восточное побережье Адриатического моря является единственной частью древней Иллирии, имеющей отношение к пьесе) покрывало (с севера на юг) побережье современной Словении, Хорватии, Боснии и Герцеговины, Черногории и Албании. Она включала в себя город-государство Дубровницкой Республики, которая предложена как место действия и сегодня известная как Дубровник, Хорватия.
Иллирия, возможно, была подсказана Шекспиру комедией Плавта «Два Менехма», в которой тоже есть близнецы, по ошибке принятые друг за друга. Иллирия упоминается и как место обитания пиратов в пьесе Шекспира «Генрих VI, часть 2». Имена большинства персонажей итальянские, но у ряда комических персонажей английские имена. Как ни странно, у «иллирийской» леди Оливии есть дядя-англичанин, сэр Тоби Белч.
Отмечалось, что в месте действия пьесы есть и другие английские аллюзии, навроде слов Виолы «Westward ho!» — типичный крик лондонских лодочников XVI в., а также рекомендация Антонио Себастьяну из «Слона» как лучшего места в Иллирии («Слон» был пабом неподалёку от театра «Глобус»).

## Датировка и текстология

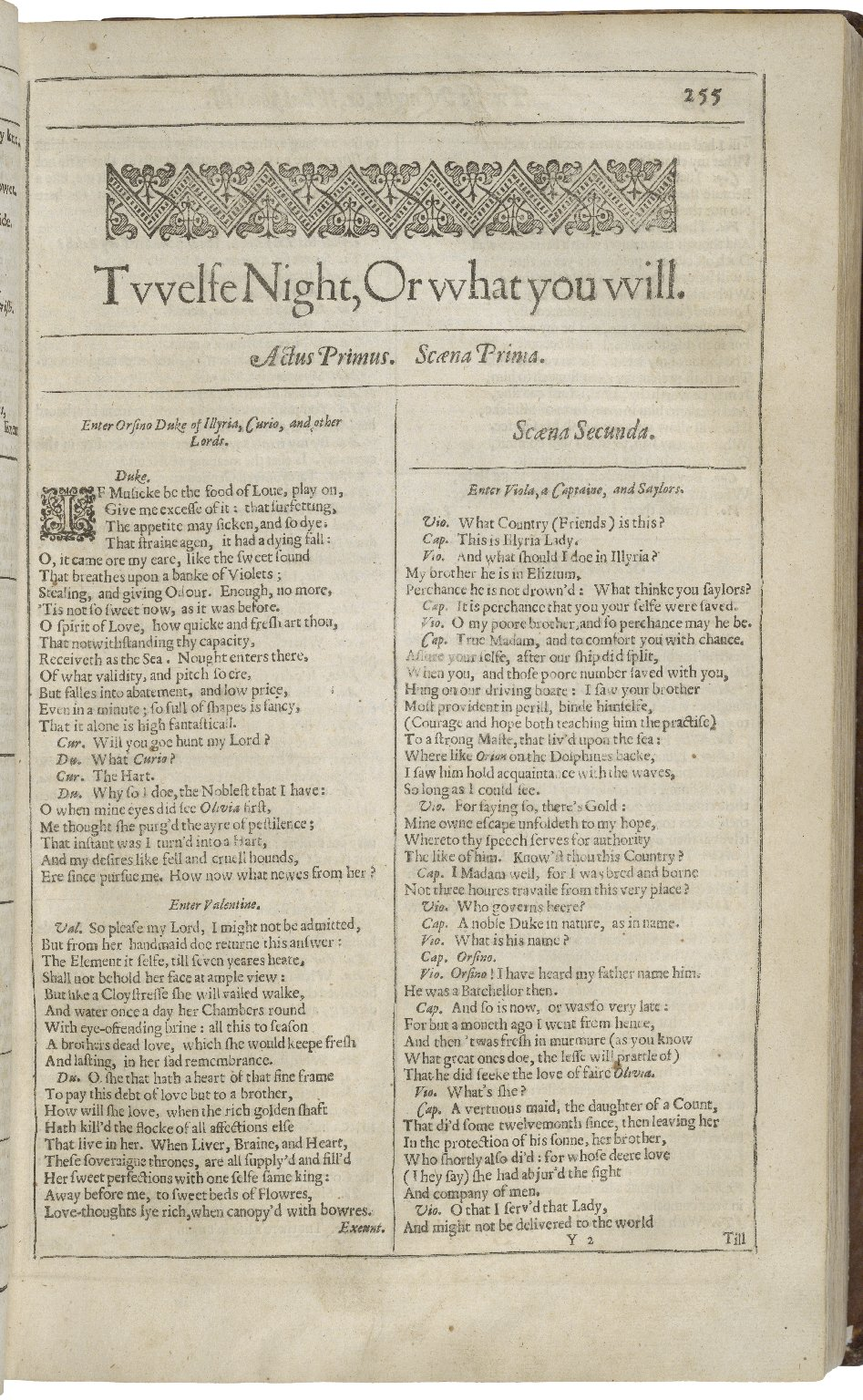
Первая страница Twelfth Night в «Первом фолио» пьес Шекспира, 1623 год.

Полное название пьесы — «Двенадцатая ночь, или Что угодно». Подзаголовки к пьесам были модой елизаветинской эпохи, и, хотя некоторые редакторы и дают альтернативное название «Венецианского купца» — «Венецианский еврей» (The Jew of Venice) в качестве подзаголовка, всё же «Двенадцатая ночь» — единственная пьеса Шекспира, имевшая подзаголовок при первой публикации.
Эта комедия не названа в списке пьес Шекспира, который приводит Фрэнсис Мирес в своей книге «Palladis Tamia», изданной в 1598 году.
По сообщению сэра Джона Меннингема, члена юридической коллегии Мидл-Темпл в Лондоне, комедия под заглавием «Двенадцатая ночь, или Что угодно» была поставлена 2 февраля (Сретение Господне) 1602 года в Мидл-Темпле.
Таким образом, пьеса могла быть написана для одного из четырёх театральных сезонов, приходящихся на интервал между 1598 и 1602 годами.
По непроверенным данным, зимой 1600—1601 годов Лондон посетил Вирджинио Орсини, герцог Браччано. Имя и отдельные черты характера этого итальянского аристократа могли быть использованы Шекспиром для создания образа герцога Орсино. Принимая это предположение, создание и первую постановку пьесы можно относить только к двум театральным сезонам: 1600—1601 гг. или 1601—1602 гг.
Спектакль расширился за счёт музыкальных интермедий и некоторого нарушения порядка по этому случаю, с элементами сюжета, взятыми из рассказа Барнаби Рича «Об Аполлонии и Силле», основанного на новелле Маттео Банделло. Пьеса не печаталась до включения в «Первое фолио» пьес Шекспира (1623).

## Темы

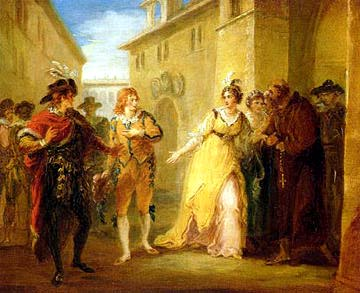
Сцена из «Двенадцатой ночи»: Акт V, Сцена I (Уильям Гамильтон, ок. 1797).

### Гендер
Виола не единственная среди переодевающихся шекспировских героинь; в театре Шекспира условность предписывала мальчикам-подросткам играть роли женских персонажей, создавая юмор в множестве переоблачений, присущих женскому персонажу, на какое-то время притворяющемуся мужественным. Её переодевание позволяет Виоле выполнять традиционные мужские роли, например, быть посланцем между Орсино и Оливией, а также быть доверенным лицом Орсино. Однако она не использует маскировку для того чтобы иметь возможность напрямую вмешиваться в сюжет (в отличие от других шекспировских героинь типа Розалинды в «Как вам это понравится» и Порции в «Венецианском купце»), оставаясь той, кто позволяет «Времени» распутать запутанную ситуацию. Упорный трансвестизм Виолы из-за её помолвки в финальной сцене пьесы часто вызывает обсуждение возможных гомоэротических отношений между Виолой и Орсино.
Поскольку сама природа «Двенадцатой ночи» исследует гендерную идентичность и сексуальное влечение, наличие актёра-мужчины в роли Виолы усилило впечатление андрогинности и сексуальной двусмысленности. Ряд современных учёных считают, что «Двенадцатая ночь» с прибавленной к ней путаницей актёров-мужчин и обманами Виолы решает гендерные проблемы «с особой непосредственностью» (with particular immediacy). Они признают, что изображение пола в «Двенадцатой ночи» проистекает из распространённой в ту эпоху научной теории о том, что женщины — это просто несовершенные мужчины. Это убеждение объясняет практически неразличимые несходства между полами, отражённые в актёрском составе и в персонажах «Двенадцатой ночи».

### Метатеатр
При первой встрече Оливии с «Цезарио» (Виола) в акте I, сцена v, она спрашивает её: «Вы комик?» (Are you a comedian, елизаветинский термин, обозначающий «актёра»). Ответ Виолы: «Я не то, что я играю» (I am not that I play), олицетворяющий принятие ею роли «Цезарио» (Виолы), считается одной из нескольких отсылок к театральности и «игре» в пьесе. Заговор против Мальволио вращается вокруг этих идей, и Фабиан замечает в Акте III, Сцене 4: «Если бы это было разыграно на сцене сейчас, я мог бы осудить это как неправдоподобную выдумку» (If this were play’d upon a stage now, I could condemn it as an improbable fiction). В акте IV, сцена 2, Фест (Шут) играет обе роли в «спектакле» в пользу Мальволио, чередуя голос местного кюре, сэра Топаса, и собственный его голос. В заключение он сравнивает себя со «старым пороком» из английских моралите. Другие влияния английской народной традиции можно увидеть в песнях и диалогах Феста, например, в его последней песне в V акте. Последняя строка этой песни: «И мы будем стремиться радовать вас каждый день» — это прямое эхо схожих строк ряда английских народных пьес.

## История постановок

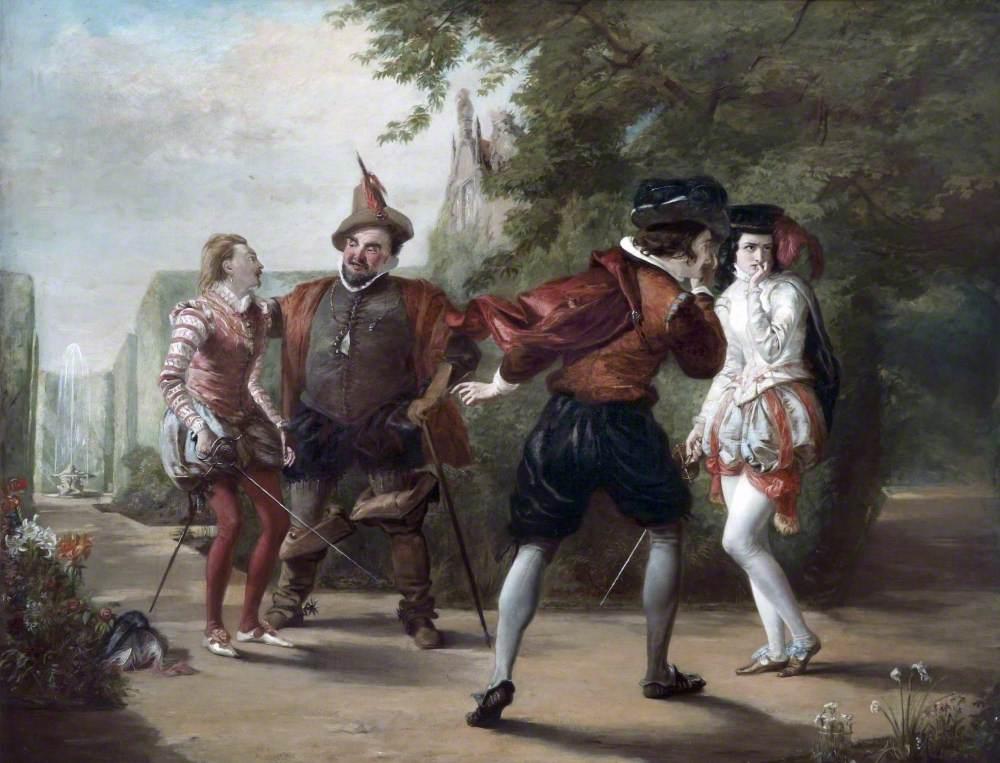
Сцена дуэли из оперы Уильяма Шекспира «Двенадцатая ночь» Уильяма Пауэлла Фрита (1842)

### В эпоху Шекспира
«Двенадцатая ночь, или что угодно», вероятно, была заказана для представления в рамках празднования Двенадцатой ночи, проведённого королевой Елизаветой I во дворце Уайтхолл 6 января 1601 г. в ознаменование окончания посольства итальянского дипломата, герцога Орсино. Её вновь исполняли при дворе в пасхальный понедельник 1618 г. и в ночь Сретения в 1623 г.

Самое раннее публичное выступление состоялось в Миддл-Темпл-Холле, одном из судебных иннов, 2 февраля (ночь Сретения) 1602 г., что зафиксировано в записи в дневнике адвоката Джона Мэннингема, писавшего:
На празднике у нас была пьеса под названием «Двенадцатая ночь, или что угодно», очень похожая на «Комедию ошибок» или «Менехмы» Плавта, но больше всего схожая с тем, что по-итальянски называется «Inganni». Хорошая особенность — заставить управляющего поверить, что его дама-вдова влюблена в него, подделав письмо, в общих чертах рассказывающее ему, что ей больше всего в нём нравится, и прописав его жест в улыбке, его одежду и т. д., А затем, когда он дошёл до дела, то заставляя его поверить, что его приняли за сумасшедшего.
Очевидно, что Мэннингему больше всего понравилась история Мальволио, и он отметил сходство пьесы с более ранней пьесой Шекспира, а также её связь с одним из источников, пьесой «Inganni».

### От Реставрации до XX в.
Пьеса была ещё и одним из первых шекспировских произведений, поставленных в начале Реставрации. Адаптация сэра Уильяма Давенанта с Томасом Беттертоном в роли сэра Тоби Белча была поставлена в 1661 г. Сэмюэл Пипс счёл её «глупой пьесой», однако всё равно смотрел её 3 раза: 11 сентября 1661 г., 6 января 1663 г. и 20 января 1669 г. Другая адаптация, «Преданная любовь, или Приятное разочарование», была показана в Lincoln’s Inn Fields в 1703 г.
Будучи использован лишь в адаптациях в конце XVII в. и начале XVIII в., оригинальный шекспировский текст «Двенадцатой ночи» был возрождён в 1741 г. в постановке Друри-Лейн. В 1820 г. была поставлена оперная версия Фредерика Рейнольдса на музыку Генри Бишопа.

## Экранизации
| Год  | Страна                          | Название                                                                       | Режиссёр                                | Виола / Себастьян                             | Орсино                      | Оливия               | Примечание |
| ---- | ------------------------------- | ------------------------------------------------------------------------------ | --------------------------------------- | --------------------------------------------- | --------------------------- | -------------------- | --- |
| 1910 | США                             | Двенадцатая ночь                                                               | Юджин Мулин / Чарльз Кент               | Флоренс Тернер, Эдит Сторей                   | Тэффт Джонсон               | Джулия Суэйн         | Немой фильм |
| 1933 | США                             | Двенадцатая ночь                                                               | Орсон Уэллс                             |                                               |                             |                      | Фильм сохранился частично |
| 1937 | Великобритания                  | Двенадцатая ночь                                                               |                                         | Грир Гарсон                                   | Джон Уайс                   | Дороти Блэк          | Телефильм из сериала «Театральный парад» |
| 1939 | Великобритания                  | Двенадцатая ночь                                                               | Мишель Сен-Дени                         | Пегги Эшкрофт / Бейзил Лэнгон                 | Эсмонд Найт                 | Вера Линдсэй         | Прямая трансляция из лондонского театра «Феникс»                                                                                                  |
| 1947 | США                             | Двенадцатая ночь / Twelfth Night                                               | Фред Коу                                | Энн Барр / Уильям Вудсон                      | Джон Барагрей               | Шарлотта Кин         | Эпизод сериала «Шоу Бордена» / The Borden Show |
| 1948 | Великобритания                  | Сцены из «Двенадцатой ночи» и «Макбета»                                        | Майкл Бэрри                             | Урсула О'Лири                                 | Эрик Ландер                 | Патриция Нил         | Телефильм |
| 1949 | США                             | Двенадцатая ночь                                                               |                                         |                                               |                             |                      | Эпизод телесериала Сегодня вечером на Бродвее |
| 1949 | США                             | Двенадцатая ночь                                                               | Фред Коу                                | Марша Хант                                    | Уэсли Эдди                  |                      | (эпизод телесериала Телевизионный театр Психо))                                                                                                   |
| 1950 | Великобритания                  | Двенадцатая ночь                                                               | Харольд Клэйтон                         | Барбара Лотт / Майкл Редингтон                | Теренс Морган               | Патриция Нили        | (эпизод телесериала Театр воскресным вечером) |
| 1954 | ФРГ                             | Двенадцатая ночь / Was ihr wollt                                               | Хайнц Хильперт                          | Криста Келлер                                 | Клаус Киндлер               | Марилен фон Бетман   | Телефильм |
| 1955 | СССР                            | Двенадцатая ночь                                                               | Ян Фрид                                 | Клара Лучко                                   | Вадим Медведев              | Алла Ларионова       | Первая экранизация в СССР |
| 1957 | Франция                         | Королевская ночь / La nuit des rois                                            | Клод Лурсе                              | Анни Жирардо                                  | Пьер Ванек                  | Франсуаза Спира      | Телефильм |
| 1957 | США                             | Двенадцатая ночь                                                               | Дэвид Грин                              | Розмари Харрис / Денхолм Эллиот               | Ллойд Бокнер                | Фрэнсис Хайланд      | Телефильм |
| 1957 | Великобритания                  | Двенадцатая ночь                                                               | Каспар Вреде                            | (эпизод телесериала Театр воскресным вечером) | Ричард Гэйл                 |                      | Телефильм |
| 1958 | ФРГ                             | Двенадцатая ночь / Was ihr wollt                                               | Людвиг Кремер                           |                                               |                             |                      | Телефильм |
| 1959 | Великобритания                  | Двенадцатая ночь                                                               | Питер Робинсон                          | Дилис Хэмлетт                                 | Роберт Харди                | Maureen Quinney      | Эризод сериала «Играется на сцене» (Played Upon a Stage)                                                                                          |
| 1962 | Франция                         | Ночь королей                                                                   | Клод Барма                              | Женевьев Паж / Жан-Франсуа Порон              | Франсуа Шометт              | Мартин Сарси         | Телефильм |
| 1962 | Бельгия                         | Ночь королей                                                                   |                                         |                                               |                             |                      | Телефильм |
| 1963 | ФРГ                             | Двенадцатая ночь                                                               | Франц Петер Вирт                        | Ингрид Андрее                                 | Карл Михаэль Фоглер         | Хайделинда Вайз      | Телефильм |
| 1963 | ГДР                             | Двенадцатая ночь                                                               | Лотар Беллаг                            | Кристель Боденштайн / Ганс-Гюнтер Шмидт       | Джерри Вольф                | Йоханна Клас         | Телефильм |
| 1963 | Португалия                      | Двенадцатая ночь / Noite de Reis                                               | Фернандо Фразао                         | Фернанда Монтемор / Руй ди Карвалью           | Курадо Рибейро              | Изабель ди Кастру    | Телефильм |
| 1964 | Канада                          | Двенадцатая ночь                                                               | Джордж МакКован                         | Марта Генри / Гордон Пинсент                  | Джон Хортон                 | Майкл Лернд          | Телефильм |
| 1965 | ГДР                             | Никакого греха                                                                 | Ганс Бургер                             | Хельга Чочкова / Херберт Градтке              | Арно Выцневский             | Аннекатрин Бюргер    | |
| 1966 | Австралия                       | Двенадцатая ночь (эпизод телесериала Театр среды)                              | Ганс Далин                              | Джудит Фишер / Марк МакМанус                  | Роджер Климпсон             | Хелен Морс           | Телефильм |
| 1967 | Швеция                          | Двенадцатая ночь / Trettondagsafton                                            | Кен Хэннэм                              | Биби Андерссон / Ёста Экман                   | Ове Тернберг                | Кэтрин Вестерлунд    | Телефильм |
| 1968 | ФРГ                             | Двенадцатая ночь / Was Ihr wollt                                               | Людвиг Кремер                           | Йоханна фон Кочиан / Михаэль Ферхёвен         | Мартин Бенрат               | Эрика Плухар         | Телефильм |
| 1968 | Австрия                         | Двенадцатая ночь / Was Ihr wollt                                               | Герман Ланске, Дитрих Хаугк             | Гертрауд Йессерер                             | Фолькер Брандт              | Мэрион Деглер        | Телефильм |
| 1970 | Бельгия                         | Двенадцатая ночь / Wat u maar wilt                                             | Мартин ван Зундерт                      | Мэрлоус Флуитсма / Ян ван Эйндховен           | Эдди Брюгман                | Лут Томсин           | Телефильм |
| 1970 | Великобритания                  | Двенадцатая ночь /Twelfth Night                                                | Джон Сичел,                             | Джоан Плаурайт                                | Гари Рэймонд                | Эдриенн Корри        | эпизод телесериала Театр субботнего вечера на ITV                                                                                                 |
| 1972 | Бельгия                         | Двенадцатая ночь / Driekoningenavond                                           | Мартин ван Зундерт                      | Эльс Корнелиссен / Чарльз Корнет              | Франк Анденбом              | Дениза Циммерман     | Телефильм |
| 1972 | ФРГ                             | Виола и Себастьян                                                              | Оттокар Рунце                           | Карин Хюбнер / Франк Глаубрехт                | Михаэль Й. Бойле            | Инкен Зоммер         | |
| 1973 | Франция                         | Двенадцатая ночь / La nuit des rois                                            | Жорж Фолгоа                             | Анни Дюпре / Бруно Деволдере                  | Мишель Руль                 | Мирей Делькруа       | 'эпизод сериала Сегодня вечером в театре |
| 1973 | ФРГ                             | Двенадцатая ночь / Was Ihr woll                                                | Отто Шенк                               |                                               |                             | Сабина Синьен        | Телефильм |
| 1974 | Великобритания                  | Двенадцатая ночь /Twelfth Night                                                | Дэвид Гайлз                             | Джанет Сазман /Сильвестр Моранд               | Брайан Маршалл              | Мэрилин Тэйлерсон    | Телефильм |
| 1978 | СССР                            | Двенадцатая ночь                                                               | Питер Джеймс Олег Табаков Виктор Храмов | Марина Неёлова                                | Юрий Богатырёв              | Анастасия Вертинская | Фильм-спектакль |
| 1980 | Великобритания                  | Двенадцатая ночь                                                               | Джон Горри                              | Фелисити Кендал / Майкл Томас                 | Клайв Арринделл             | Шинейд Кьюсак        | (BBC Shakespeare Collection) |
| 1981 | ЮАР                             | Двенадцатая ночь                                                               | Дуглас Бристоу                          | Триш Доунинг / Джонатан Рэндс                 | Эрик Флинн                  | Лиз Дик              | Телефильм |
| 1985 | ФРГ                             | Двенадцатая ночь / Was ihr wollt                                               | Дитер Дорн                              |                                               |                             |                      | Телефильм |
| 1986 | Австралия                       | Двенадцатая ночь                                                               | Нил Армфилд                             | Джиллиан Джонс                                | Айвор Кэнтс                 | Жаки Филлипс         | |
| 1986 | Канада                          | Двенадцатая ночь / Twelfth Night                                               | Алан Эрлич                              | Шона МакКенна / Эрнст Хэрроп                  | Колм Фиори                  | Мария Рикосса        | Телефильм Стаффордский фестиваль |
| 1988 | Великобритания                  | Двенадцатая ночь или, что вам угодно                                           | Пауль Кафно, Кеннет Брана               | Фрэнсис Барбер / Кристофер Холлис             | Кристофер Рейвенскрофт      | Кэролайн Лэнгриш     | Телефильм |
| 1991 | Испания                         | Двенадцатая ночь / Nit de reis                                                 | Антонио Чик                             | Роза Кадафалк / Txema Pérez                   |                             | Кристина Сервиа      | телефильм на каталонском языке |
| 1992 | Россия · Великобритания         | Двенадцатая ночь / Twelfth Night                                               | Мария Муат (голос)                      | Фиона Шоу / Хью Грант (голоса)                | Роджер Аллан (голос)        | Сюзанн Бюрден        | мультфильм из цикла «Шекспир: Великие комедии и трагедии»                                                                                         |
| 1996 | Великобритания · Ирландия · США | Двенадцатая ночь (англ. «Twelfth Night: Or What You Will»)                     | Тревор Нанн                             | Имоджен Стаббс / Стивен Макинтош              | Тоби Стивенс                | Хелена Бонэм Картер  | Действие фильма перенесено в начало XX века |
| 1998 | США                             | Двенадцатая ночь (англ. «Twelfth Night: Or What You Will»)                     |                                         | Хелен Хант                                    | Пол Радд                    | Кира Седжвик         | Телефильм |
| 1999 | Швеция                          | Двенадцатая ночь (швед. «Trettondagsafton)                                     | Микаэл Экман                            | Йохан Улвесон / Ян Мюбранд                    | Лакке Магнуссон             | Клэс Малмберг        | Телефильм |
| 2000 | США                             | «Играй дальше!» / Play On!                                                     | Гэри Халверсон                          |                                               |                             |                      | Телефильм («Великие представления») Экранизация одноимённогомюзикла                                                                               |
| 2003 | Великобритания                  | Двенадцатая ночь или, что вам угодно / Twelfth Night, or What You Will         | Тим Саппле                              | Парминдер Награ / Ронни Джатти                | Чиветел Эджиофор            | Клер Прайс           | Мультикультурная версия шекспировской сказки «Двенадцатая ночь», сделанная в современном обществе с участием англо-индийского актёрского состава. |
| 2006 | США · Канада                    | Она — мужчина (англ. «She's the Man»)                                          | Энди Фикмен                             | Аманда Байнс                                  | Ченнинг Тейтум (Дюк Орсино) | Лаура Рэмси          | Фильм формально соответствующий сюжету «Двенадцатой ночи» (ссылка в титрах)                                                                       |
| 2007 | Россия                          | Двенадцатая ночь                                                               | Григорий Дидятковский                   | Мария Лаврова / Андрей Аршинников             | Василий Реутов              | Полина Толстун       | Телеспектакль БДТ им. Товстоногова Санкт-Петербург                                                                                                |
| 2008 | Германия                        | Двенадцатая ночь / Was ihr wollt                                               | Андреас Морелль                         | Штефан Конарске                               | Александр Куон              | Инго Хюльсман        | Телеспектакль |
| 2009 | Канада                          | Мальволио (англ. «Malvolio»)                                                   | Александр Коминек                       | Кэрол Энн-Дэй / Джейсон Шнайдер               | Антон Йани                  | Каралин Стоун        | Фильм является мафиозным продолжением пьесы |
| 2010 | Португалия                      | «Ночь ошибок» (порт. Noite de Enganos)                                         | Луис Руа                                |                                               | Альваро Фариа               | София Дуарте Силва   | |
| 2011 | Австрия                         | Двенадцатая ночь / Was Ihr wollt                                               | Матиас Хартманн, Ганс Россахер          | Катарина Лоренц, Симон Кирш                   | Фабиан Крюгер               | Дёрте Лисевски       | Телеспектакль Бургтеатр, Вена |
| 2012 | Канада                          | Двенадцатая ночь / Twelfth Night                                               | Барри Аврич                             | Андреа Рунге / Трент Парди                    | Майк Шара                   | Сара Топхэм          | Стратфордский шекспировский театральный фестиваль (Канада)                                                                                        |
| 2012 | Великобритания                  | Двенадцатая ночь / Twelfth Night                                               | Тим Кэрролл                             | Джонни Флинн / Сэмюэл Барнетт                 | Лайам Бреннан               | Марк Райлэнс         | Театр «Глобус» на экране |
| 2012 | Великобритания                  | Что вам угодно / What You Will                                                 | Саймон Рид                              | Поппи Миллер                                  | Николас Теннант             | Виктория Моусли      | |
| 2014 | США                             | Двенадцатая ночь / Twelfth Night                                               | Катрин Таормина                         | Катрин Таормина / Вивиан Таормина             | Мэттью Кон                  | Селин ду Тертре      | |
| 2017 | Великобритания                  | Двенадцатая ночь / Twelfth Night                                               | Саймон Годвин                           | Тамара Лоуренс /Дэниел Эзра                   | Оливер Крис                 | Фиби Фокс            | National Theatre Live |
| 2017 | США                             | Двенадцатая ночь / Twelfth Night                                               | Джон Уотерс                             | Саша Аллен-Грив                               | Лорен Джонс                 | Тиара Томпсон        | |
| 2018 | США                             | Двенадцатая ночь / Twelfth Night                                               | Нед Рекорд                              | Эмили Госс / Джэми Коста                      | Джонни Раме                 | Эми Рэпп             | |
| 2018 | Франция                         | Комеди Франсез: Двенадцатая ночь / La nuit des rois ou tout ce que vous voulez | Томас Остермайер                        | Жоржиа Скалье/ Жюльен Фрисон                  | Дени Подалидес              | Аделин Д’Эрми        | |

## Влияние
Пьеса неизменно входит в число величайших когда-либо написанных пьес и получила название «Идеальная комедия» (The Perfect Comedy). Датский философ Сёрен Кьеркегор начинает свою книгу «Философские крохи» (1844) цитатой «Лучше быть хорошо повешенным, нежели плохо жениться», перифраз комментария Феста к Марии в Акте 1, Сцене 5: «многие благие повешения предотвращают плохой брак». Ницше также мимоходом упоминает о «Двенадцатой ночи» (в частности, о подозрении сэра Эндрю Эгьюйчика, выраженном в Акте 1, Сцене 3, о том, что чрезмерное потребление им говядины оказывает обратное влияние на его остроумие) в третьем эссе своей «Генеалогии морали».
Роман Агаты Кристи «Грустный кипарис» (1940) получил название от песни из II акта, сцены IV «Двенадцатой ночи».
Главных героев романа Виты Саквилл-Уэст «Эдвардианцы» (1930) зовут Себастьян и Виола, и они являются братом и сестрой. Виктория Глендиннинг комментирует в предисловии: «Себастьян — мальчик-наследник, каким хотела бы быть Вита… Виола очень похожа на девушку, которой на самом деле была Вита».
Американский драматург Кен Людвиг написал пьесу, вдохновлённую сюжетом «Двенадцатой ночи», под названием The Leading Ladies (в русском переводе «Примадонны»).
Роман Кассандры Клэр «Город из стекла» (City of Glass, 2009) содержит названия глав, вдохновлённые цитатами Антонио и Себастьяна.
Две собаки в фильме «Отель для собак» (Hotel for Dogs) — близнецы по имени Себастьян и Виола.
Рассказ Клайва Баркера «Секс, смерть и звёздный свет» вращается вокруг обречённой постановки «Двенадцатой ночи».
Нерегулярные отряды с Бейкер-стрит считают, что день рождения Шерлока Холмса приходится на 6 января из-за того, что Холмс дважды цитирует «Двенадцатую ночь», тогда как остальные пьесы Шекспира он цитирует только 1 раз.
Персонажи «Kiddy Grade» Виола и Цезарио названы в честь Виолы и её альтер эго Цезарио.
В новелле Элизабет Хэнд «Иллирия» представлена школьная постановка «Двенадцатой ночи», содержащая множество отсылок к пьесе, особенно к песне Феста.
Романтическая комедия «Она — мужчина» (2006) основана на «Двенадцатой ночи».
Одна из пьес Club Penguin, «Двенадцатая рыба», является пародией на произведения Шекспира. Это история о графине, о шуте и о барде, поймавших говорящую рыбу. Когда пьеса заканчивается, они начинают есть рыбу. Многие строки являются пародиями на Шекспира.
В романе Сары Фаризан для взрослых «Скажи мне ещё раз, как должен себя чувствовать объект обожания» (Tell Me Again How A Crush Should Feel, 2014) представлена школьная постановка пьесы, где «новенькая» Саския играет Виолу / Цезарио и привлекает внимание главной героини Лейлы.
Пьеса Видьядхара Гокхале «Маданачи Манджири» (मदनाची मंजिरी) является адаптацией «Двенадцатой ночи».

## Комментарии
1. ↑  The carnival-like atmosphere is based on the then-1,000 year earlier, ancient Roman festival of the Saturnalia held at the same time of year. The Saturnalia was characterized by drunken revelry and inversion of the social order: Masters became servants for a day, and vice versa.